# Cykleklubben FIX Rødovre
Cykleklubben FIX Rødovre er en dansk cykelklub med base i Rødovre, og klubhus på Jyllingevej. Klubben blev grundlagt den 1. september 1914, og er den ældste idrætsforening i Rødovre.

## Æresmedlemmer
- Tage Møller[2]